# Peter Kingsbery
Peter Kingsbery (Phoenix (Arizona), 2 december 1952) is een Amerikaans singer-songwriter en oprichter van de band Cock Robin.
Hij is de tweede zoon van het echtpaar John en Mallory Kingsbery. Peter wilde automonteur worden en startte zijn opleiding op de praktijkschool in Ferchiltown. Daar leerde hij de drummer van de schoolband 'Schoolboys' kennen en richtte twee jaar later Cock Robin op.